# Michał Koterski
Michał „Misiek” Koterski (ur. 29 grudnia 1979 w Krakowie) – polski aktor, prezenter telewizyjny, satyryk.

## Życiorys
Jest synem reżysera Marka Koterskiego i Iwony Ciesielskiej. Jest bratem stryjecznym Macieja Koterskiego, który grał Piotrusia Wolańskiego w filmach Kogel-mogel i Galimatias, czyli kogel-mogel II. Uczęszczał do XXI LO w Łodzi. Studiował scenopisarstwo w Warszawskiej Szkole Filmowej.
Zadebiutował na wielkim ekranie rolą Sylwusia, syna Adama Miauczyńskiego w filmie Marka Koterskiego Ajlawju (1999). W następnych latach zagrał tę postać jeszcze w dwóch filmach reżyserowanych przez swojego ojca, Dzień świra (2002) i Wszyscy jesteśmy Chrystusami (2006). Wcielił się w postać Słonia, jednego z głównych bohaterów serialu TVP1 Królowie śródmieścia (2006). W 2008 uczestniczył w programie Jak oni śpiewają oraz prowadził talk-show Polsatu Misiek Koterski Show.
Od 2009 występuje jako Henryk Saniewski, barman o pseudonimie „Kaśka” w serialu Polsatu Pierwsza miłość. Grał epizodyczne role w serialu Świat według Kiepskich, a także pojawił się w roli Kubusia w filmie Adama Dobrzyckiego Projekt dziecko, czyli ojciec potrzebny od zaraz (2010) i Łysego w filmie Marcina Wrony Chrzest (2010). Uczestniczył w produkcji porannej audycji radiowej w Antyradiu, podczas której czytał blogi znanych polityków, ponadto w latach 2012–2016 był felietonistą w „Antyliście”. W 2014 uczestniczył w pierwszej edycji programu Dancing with the Stars. Taniec z gwiazdami. W 2018 zagrał Adasia Miauczyńskiego w filmie Marka Koterskiego 7 uczuć oraz wystąpił z Marcelą Leszczak w jednym z odcinków programu The Story of My Life. Historia naszego życia. W 2019 uczestniczył w czwartej edycji programu Agent – Gwiazdy. W 2021 był jednym z uczestników programu To tylko kilka dni. W 2022 premierę miał film Gierek, w którym wcielił się w tytułowego bohatera Edwarda Gierka, I sekretarza KC PZPR.
12 kwietnia 2023 premierę miała jego książka biograficzna pt. Michał Koterski. To już moje ostatnie życie, w której opisał m.in. walkę z uzależnieniem i nawrócenie do Boga. Wiosną 2024 był jednym z uczestników programu TTV Back to school. Prawdziwy egzamin, a jesienią tego samego roku programu reality show platformy streamingowej Prime Video Good Luck Guys. W lutym 2025 roku został prowadzącym programu Zero uzależnień emitowanego w Kanale Zero na platformie YouTube.

## Życie prywatne
Był związany z Beatą Sadurską. W grudniu 2016 poznał modelkę Marcelę Leszczak (ur. 1991), z którą ma syna Fryderyka (ur. 2017). W 2017 w programie TVN Top Model ogłosili swoje zaręczyny. Do ślubu jednak nie doszło, a Koterski kilka miesięcy później wyprowadził się od partnerki i syna. Powrócił do rodziny w 2019. W 2021 związał się z aktorką Dagmarą Bryzek, z którą rozstał się kilka miesięcy później, po czym znów 
wrócił do Leszczak. W styczniu 2024 para potwierdziła zawarcie ślubu.
W 2020 opowiedział publicznie o swoich uzależnieniach od papierosów, napojów alkoholowych i narkotyków, z którymi poradził sobie – jak podkreślił – dzięki nawróceniu, lekturze Biblii i codziennej modlitwie do Boga.

### Popełnienie przestępstwa
W październiku 2007 roku jeden z sądów rejonowych w Łodzi skazał go za oszustwo na siedem miesięcy kary pozbawienia wolności z warunkowym zawieszeniem wykonania kary na dwa lata. W ocenie sądu Michał Koterski w listopadzie 2006 roku starał się sprzedać zadłużone mieszkanie, mimo że nie był jego właścicielem.

## Filmografia
| Filmy |                                                  |                                 |                      |
| Rok   | Tytuł                                            | Rola                            | Uwagi                |
| 1999  | Ajlawju                                          | Sylwuś Miauczyński              | debiut filmowy       |
| 2002  | Superprodukcja                                   | pracownik stacji benzynowej     |                      |
| 2002  | Dzień świra                                      | Sylwuś Miauczyński              |                      |
| 2006  | Wszyscy jesteśmy Chrystusami                     | Sylwuś Miauczyński              |                      |
| 2007  | Świadek koronny                                  | „Dzikus”                        |                      |
| 2009  | Wszystko                                         | barman                          | film krótkometrażowy |
| 2009  | Projekt dziecko                                  | Kubuś, partner Roberta          |                      |
| 2010  | Wódeczka i panienki                              | Stefan                          | film krótkometrażowy |
| 2010  | Śniadanie do łóżka                               | Zbig, fotograf agencji          |                      |
| 2010  | Chrzest                                          | „Łysy”, człowiek „Grubego”      |                      |
| 2010  | Projekt dziecko, czyli ojciec potrzebny od zaraz | Kubuś                           |                      |
| 2011  | Kac Wawa                                         | klient burdelu                  |                      |
| 2011  | Baby są jakieś inne                              | sprzedawca na stacji benzynowej |                      |
| 2013  | SkarLans                                         |                                 |                      |
| 2017  | Porady na zdrady                                 | trener boksu                    |                      |
| 2018  | Pech to nie grzech                               | Damian, kolega Adama            |                      |
| 2018  | 7 uczuć                                          | Adaś Miauczyński                |                      |
| 2020  | Swingersi                                        | Fabian „Fabiś”                  |                      |
| 2021  | Krime Story. Love Story                          | „Wajcha”                        |                      |
| 2021  | Gierek                                           | Edward Gierek                   |                      |
| 2022  | Miłość na pierwszą stronę                        | (w roli samego siebie)          |                      |
| 2022  | Gdzie diabeł nie może, tam baby pośle            | tenisista Filip Komar           |                      |
| 2023  | Miłość ma cztery łapy                            | Krystian                        |                      |
| 2023  | Gdzie diabeł nie może, tam baby pośle 2          | tenisista Filip Komar           |                      |

| Produkcje telewizyjne |                                   |                                        |                                                 |
| Rok                   | Tytuł                             | Rola                                   | Uwagi                                           |
| 2003                  | Zaginiona                         | Krzysiek Chrapek, uczeń z klasy Uli    | serial telewizyjny, odcinki: 1, 2               |
| 2006–2007             | Królowie śródmieścia              | „Słoniu”                               | serial telewizyjny, odcinki: 1, 3-8, 10, 11, 13 |
| 2007                  | Odwróceni                         | „Dzikus”                               | serial telewizyjny, odcinek: 3                  |
| 2007                  | Hela w opałach                    | Jan Por                                | serial telewizyjny, odcinek: 34                 |
| 2009–obecnie          | Pierwsza miłość                   | Henryk „Kaśka” Saniewski               | serial telewizyjny                              |
| 2010                  | Świat według Kiepskich            | Krzysiek, wizażysta Maryli Kozłowskiej | serial telewizyjny, odcinek: 329                |
| 2010                  | Świat według Kiepskich            | Andrzejek                              | serial telewizyjny, odcinek: 347                |
| 2010                  | Świat według Kiepskich            | rezerwista                             | serial telewizyjny, odcinek: 351                |
| 2010                  | Ratownicy                         | chłopak                                | serial telewizyjny, odcinek: 4                  |
| 2011                  | Świat według Kiepskich            | instruktor aerobiku                    | serial telewizyjny, odcinek: 362                |
| 2011                  | Świat według Kiepskich            | dozorca Rogaś                          | serial telewizyjny, odcinek: 364                |
| 2013                  | Świat według Kiepskich            | człowiek piwo                          | serial telewizyjny, odcinek: 429                |
| 2015                  | Świat według Kiepskich            | kelner w pociągu                       | serial telewizyjny, odcinek: 459                |
| 2015                  | Świat według Kiepskich            | turysta z reklamy                      | serial telewizyjny, odcinek: 472                |
| 2016                  | Świat według Kiepskich            | kolędnik przebrany za Śmierć           | serial telewizyjny, odcinek: 504                |
| 2016                  | Sprawiedliwi – Wydział Kryminalny | Ernest „Misiek” Misiakowski            | serial telewizyjny, odcinek: 43                 |
| 2017                  | Świat według Kiepskich            | pacjent                                | serial telewizyjny, odcinek: 512                |
| 2018                  | Świat według Kiepskich            | hobbit                                 | serial telewizyjny, odcinek: 530                |
| 2018                  | Za marzenia                       | fan Szymona                            | serial telewizyjny, odcinek: 9                  |
| 2019                  | 39 i pół tygodnia                 | „Gary”                                 | serial telewizyjny, odcinki: 3, 6               |
| 2020                  | #KWARANTANNA                      | Patryk                                 | serial internetowy, odcinek: 4                  |
| 2021                  | Świat według Kiepskich            | celebryta                              | serial telewizyjny, odcinek: 582                |

| Dubbing |                                                               |              |       |
| Rok     | Tytuł                                                         | Rola         | Uwagi |
| 2007    | 7 krasnoludków: Las to za mało – historia jeszcze prawdziwsza | Pinokio      |       |
| 2010    | Jeż Jerzy                                                     | Zenek        |       |
| 2024    | Quo vadis. Miecz miłości                                      | Cesarz Neron |       |

## Spektakle
- 2014: Z twoją córką nigdy? – teatr Komedia we Wrocławiu
- 2015: Mayday 2 – teatr Palladium w Warszawie
- 2018: Chcesz się bawić? Zadzwoń! – teatr Palladium w Warszawie
- 2018: Dzień świra

## Muzyka
- 2007 – TPWC – Teraz pieniądz w cenie – „Janek Pożycz”, jako Janek

## Reklama
- 2007: Kampania reklamowa ING Banku Śląskiego
- 2007: Kampania społeczna „Idź i głosuj”
- 2015: Kampania społeczna „Zwierzę to nie prezent”